# Ар (река)
Вижте пояснителната страница за други значения на Ар.
Реката Ар (Ahr) e 89 km дълга река, приток на р. Рейн в Северен Рейн-Вестфалия и Рейнланд-Пфалц в Германия.
Извира при Бланкенхайм от планината Айфел и се влива при Зинциг в река Рейн.